# Taddeo Orlando
Pour les articles homonymes, voir Orlando.
Taddeo Orlando (Gaète, 23 juin 1885 - Rome, 1er septembre 1950) était un général et homme politique italien qui, après avoir participé à la guerre italo-turque et à la Première Guerre mondiale, au cours de laquelle il a été décoré d'une médaille d'argent et de deux médailles de bronze pour sa valeur militaire, a été, pendant la Seconde Guerre mondiale, commandant de la 21e division d'infanterie "Granatieri di Sardegna", puis du XXXIe corps d'armée et du XXe corps d'armée. Il est fait prisonnier de guerre en Tunisie en mai 1943 et est rapatrié après la signature de l'armistice le 8 septembre. Il a été sous-secrétaire, puis ministre de la Guerre dans les gouvernements Badoglio I et II, puis commandant général des carabiniers.

## Biographie
Né à Gaète le 23 juin 1885 , il a fréquenté l'École militaire Nunziatella à Naples, puis l'Académie royale militaire d'artillerie et de génie à Turin. Nommé sous-lieutenant (sottotenente) en 1906 et promu lieutenant (tenente) en 1908, il participe à la guerre italo-turque (1911-1912) où il se distingue en étant décoré de la médaille de bronze de la valeur militaire. Il suit ensuite les cours de l'école de guerre de l'armée de terre de 1912 à 1914 et participe ensuite à la Première Guerre mondiale en servant dans une batterie d'artillerie de l'armée de terre, puis en servant à l'état-major général à des commandements de haut niveau. Promu lieutenant-colonel (tenente colonnello) en octobre 1918, il est décoré à la fin du conflit d'une médaille d'argent et d'une seconde médaille de bronze pour sa valeur militaire. En 1919, il est transféré à l'état-major général de l'armée royale où il occupe également le poste de directeur de la division.

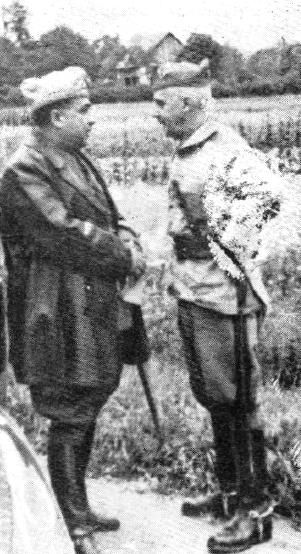
Taddeo Orlando et Mario Robotti

Promu colonel (colonnello) le 20 novembre 1930 , il est envoyé en 1936 pour opérer en Tripolitaine, où il est responsable de l'artillerie de la région. Promu général de brigade (generale di brigata) le 1er juillet 1937, il sert au ministère de l'Afrique italienne et prend le commandement de l'artillerie du XXe corps d'armée stationné en Libye en septembre de la même année. Entre juin 1938 et novembre 1939, il est chef d'état-major de la 3e armée, puis sous-chef d'état-major pour les opérations à l'état-major général de l'armée royale. Promu général de division le 1er janvier de l'année suivante, il devient le 1er avril commandant de la 21e division d'infanterie "Granatieri di Sardegna".
Au début de la Seconde Guerre mondiale, il participe à la campagne de Yougoslavie, puis se distingue en Slovénie dans la répression des activités des partisans du Front yougoslave. Il reste à la tête de la division jusqu'au 13 novembre 1942, date à laquelle il est rapatrié pour devenir ensuite commandant du XXXIe corps d'armée à Catanzaro.
Le 8 février 1943, il est envoyé en Tunisie pour prendre le commandement du XXe corps d'armée, opérant au sein de la 1re armée du général Giovanni Messe, étant promu général de corps d'armée (generale di corpo d'armata) pour mérite de guerre le 13 mai de la même année. Après la reddition des forces de l'Axe en Afrique du Nord, il est transféré en Angleterre comme prisonnier de guerre. 

Rapatrié en Italie au mois de novembre suivant à la demande du Royaume du Sud, il est nommé, le 16 du même mois, sous-secrétaire d'État au ministère de la Guerre dans le premier gouvernement Badoglio, poste qu'il occupe jusqu'au 12 février 1944, date à laquelle il est nommé ministre de la Guerre, poste qu'il occupe sans interruption dans le deuxième cabinet Badoglio jusqu'au 18 juin 1944. Avec la chute de l'exécutif, le 20 juillet 1944, il assume le poste prestigieux de commandant général du corps des carabiniers.
Il quitte ce poste le 6 mars 1945 à la suite de la controverse suscitée par l'évasion du général Mario Roatta, son ancien commandant d'armée en Slovénie en 1942, et de la demande d'extradition présentée par le gouvernement yougoslave pour des crimes de guerre qu'il aurait commis en Slovénie.
Il a ensuite occupé le poste de secrétaire général du ministère de la Défense. Dans ses mémoires, publiés à Rome en 1946 sous le titre "Vittoria di un popolo" (Victoire d'un peuple) par l'éditeur Corso, il n'y a aucune trace de son rôle dans la guerre de répression de la résistance yougoslave, après quoi il raconte ses expériences en Tunisie, en captivité en Grande-Bretagne puis de nouveau en Italie, dans la reconstruction de l'armée italienne.
Son nom figure sur la liste CROWCASS (Central Registry of War Criminals and Security Suspects, ou Registre central des criminels de guerre et des suspects pour la sécurité)  (1947), dressée par les Alliés anglo-américains, des personnes recherchées par la Yougoslavie pour crimes de guerre.

## Décorations
- Chevalier de l'ordre militaire de Savoie - arrêté royal du 26 mars 1943[9]
- Officier de l'ordre militaire de Savoie - arrêté royal du 15 mai 1943[9]

- Médaille d'argent de la valeur militaire

- Il est admis à l'hôpital avec une jambe fracturée et d'autres blessures graves lorsque l'ennemi lance son offensive en octobre 1917. Il est rapidement transporté à son commandement et y travaille activement. Par la suite, dès qu'il a pu se tenir debout, il a effectué d'audacieuses missions de reconnaissance sur la ligne pour s'assurer que les directives du commandement étaient exécutées. Tout cela au prix de l'abnégation et d'un sens du devoir pleinement éprouvé. Cadore-Brenta-Piave, octobre-décembre 1917.
- Médaille de bronze de la valeur militaire

- Chargé d'occuper une tranchée avec sa section afin de mieux protéger les quadrupèdes de la batterie de campagne, il ne se soucie pas du danger et se précipite hors de la tranchée à la tête de ses employés, traversant une zone sous le feu de l'ennemi. Henni, 26 octobre 1911.
- Médaille de bronze de la valeur militaire

- Chargé par le commandement de l'armée de suivre les opérations des troupes opérant à Trente, il entre dans la ville avec les premières unités et, de sa propre initiative, donne des instructions aux troupes qui arrivent pour occuper les portes et arrêter et désarmer les colonnes ennemies armées qui se dirigent vers la ville. S'épargnant le grave danger d'attaques prodigieuses, pendant tout l'après-midi du 3 novembre, seul ou à la tête d'unités, il parcourt inlassablement la ville, désarmant la masse des traînards autrichiens armés et menaçants, contre lesquels, seul et presque sans défense, il s'impose par son courage et sa fermeté. Trente, 3 novembre 1918.
- Avancement pour mérite de guerre

- C'était un officier très intelligent, doté d'une volonté forte, dynamique et tenace de réussir, et d'une capacité supérieure dans tous les domaines de l'activité militaire. En tant que commandant d'une division dans une zone d'occupation, tourmentée par les activités des partisans rebelles, il a mené les troupes sous son commandement avec une action infatigable et décisive, obtenant des résultats vraiment remarquables dans la lutte acharnée contre les rebelles eux-mêmes. A la tête d'un corps d'armée sur le front tunisien, toujours présent parmi les troupes, il s'est donné à fond dans tous les domaines, insufflant foi et élan aux grandes unités sous son commandement, qui, en des jours de combats âpres et durs, ont donné de hautes preuves de grande vaillance et de vertus guerrières. Slovénie, mai 1941-novembre 1942-XXI, front tunisien, 16-22 mai 1943-XXI'. Décret du registre 15 avril 1943.